# 坊勢渡船

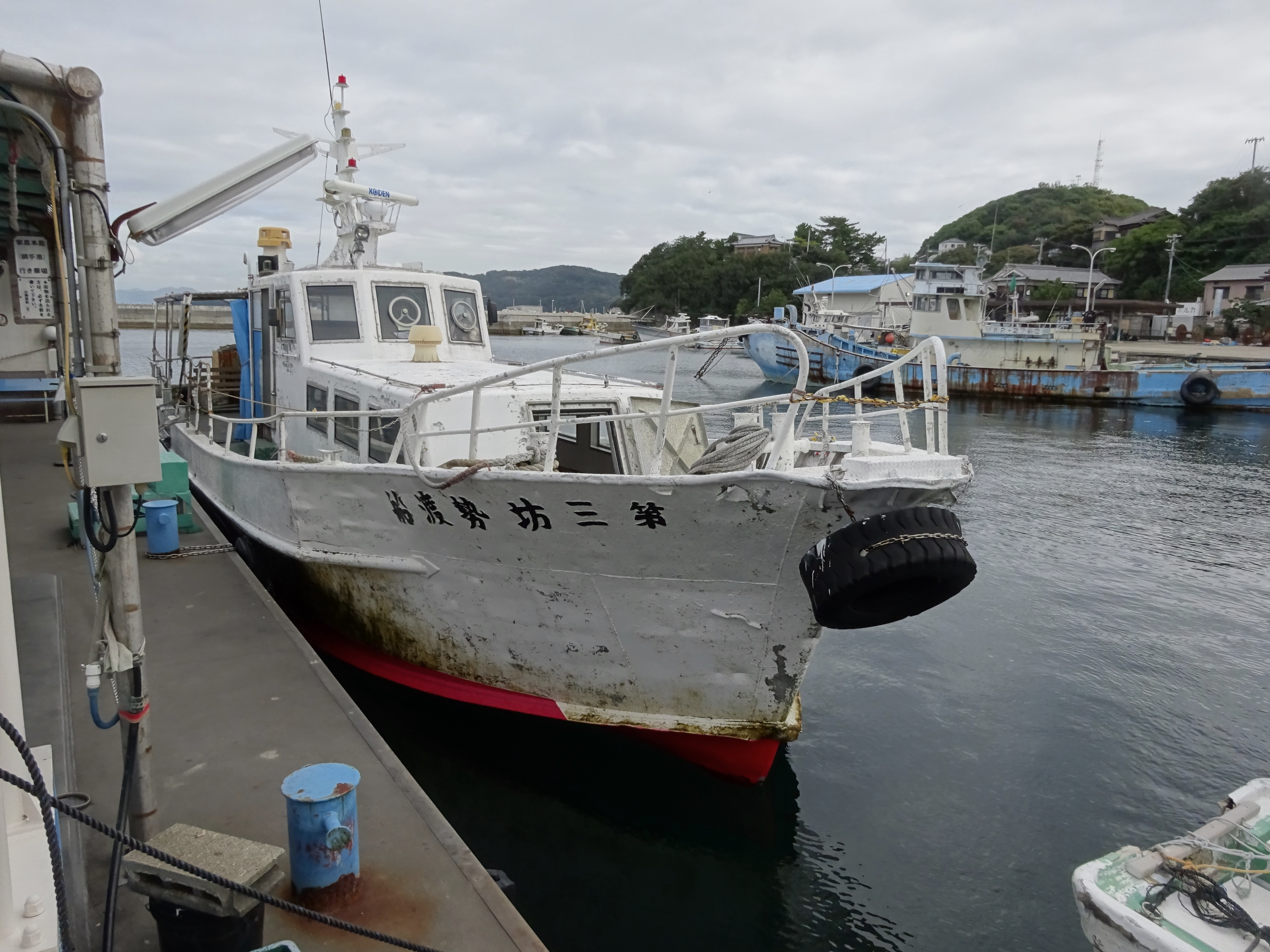
坊勢渡船所有「第三坊勢」

坊勢渡船有限会社（ぼうぜとせん）は、兵庫県姫路市家島町坊勢に本拠を置く海運会社。定期航路を家島網手港-坊勢奈座港-西島・いえしま自然体験センター（旧母と子の島）間に、不定期航路として姫路港-坊勢島に就航するほか、チャーター便を運航する。

## 概要
1968年（昭和43年）12月20日設立。地域密着型の旅客船の運航を行う。主要航路は家島網手港-坊勢島奈座港間（1日12便）1.8kmで約7分で結ぶ。

## 沿革
- 1968年（昭和43年）12月20日設立。
- 2009年（平成21年）11月5日、日本ボーイスカウト兵庫連盟がいえしま自然体験センター・松島・太島で開催された『第1回 兵庫連盟ベンチャースカウト大会』にて、人員、荷物の送迎、及びカヌーの伴走を行ったことで感謝状を贈る[1]。

## 営業航路

### 定期航路
- 家島網手港-坊勢島奈座港-西島・いえしま自然体験センター（旧母と子の島）[1]

### 不定期航路
- 姫路港-坊勢島[1]
- 姫路港-西島・いえしま自然体験センター（旧母と子の島）[1]

## 船舶
- おりおん （定員68名）

19t、全長18.5m、全幅4.4m
- 第三坊勢渡船（46名）
- あーす（58名）

19t、全長16.6m、全幅4.3m